# Ostwind
O Ostwind (em português: Vento do leste) ou Flakpanzer IV/3.7cm FlaK foi um blindado destinado à guerra antiaérea projetado pela Alemanha Nazista. Seu desenvolvimento ocorreu em 1944, baseando-se no chassi do tanque médio Panzer IV.
A torre do Panzer IV foi removida e substituída por uma torre hexagonal de teto aberto que abrigava um FlaK 43 de 3,7 cm. Além de cumprir bem seu papel de uma antiaérea, a arma era altamente eficaz contra veículos leves e pequenas fortificações. Os projetistas queriam optar por uma torre de teto fechado, mas isso não foi possível devido à fumaça gerada pela arma.
A principal melhoria do Ostwind em relação ao Wirbelwind foi o aumento do alcance devido ao FlaK 43 e a blindagem ligeiramente melhor em sua torre, embora tivesse uma cadência de disparo menor. Para resolver esse problema, foi desenvolvido um projeto de armar o Ostwind com dois canhões de 37 mm, porém um único protótipo foi construído até o fim da guerra.
Embora um pedido de 100 veículos tenha sido feito em agosto de 1944, apenas 44 veículos foram entregues.